# Cochin (kippenras)
De cochin is een zwaar kippenras dat oorspronkelijk uit China komt. Er is geen krielvorm van de cochin. De cochinkriel is geen krielvorm van de cochin, maar is een oorspronkelijk krielras.  

## Oorsprong
De oorspronkelijke cochin, die vroeger 'cochinchina-hoen' werd genoemd, ontstond uit Chinese kippenrassen en leek nauwelijks op het huidige type. Europese en Amerikaanse fokkers hebben door middel van selectieve fok de hedendaagse cochin gevormd.

## Beschrijving

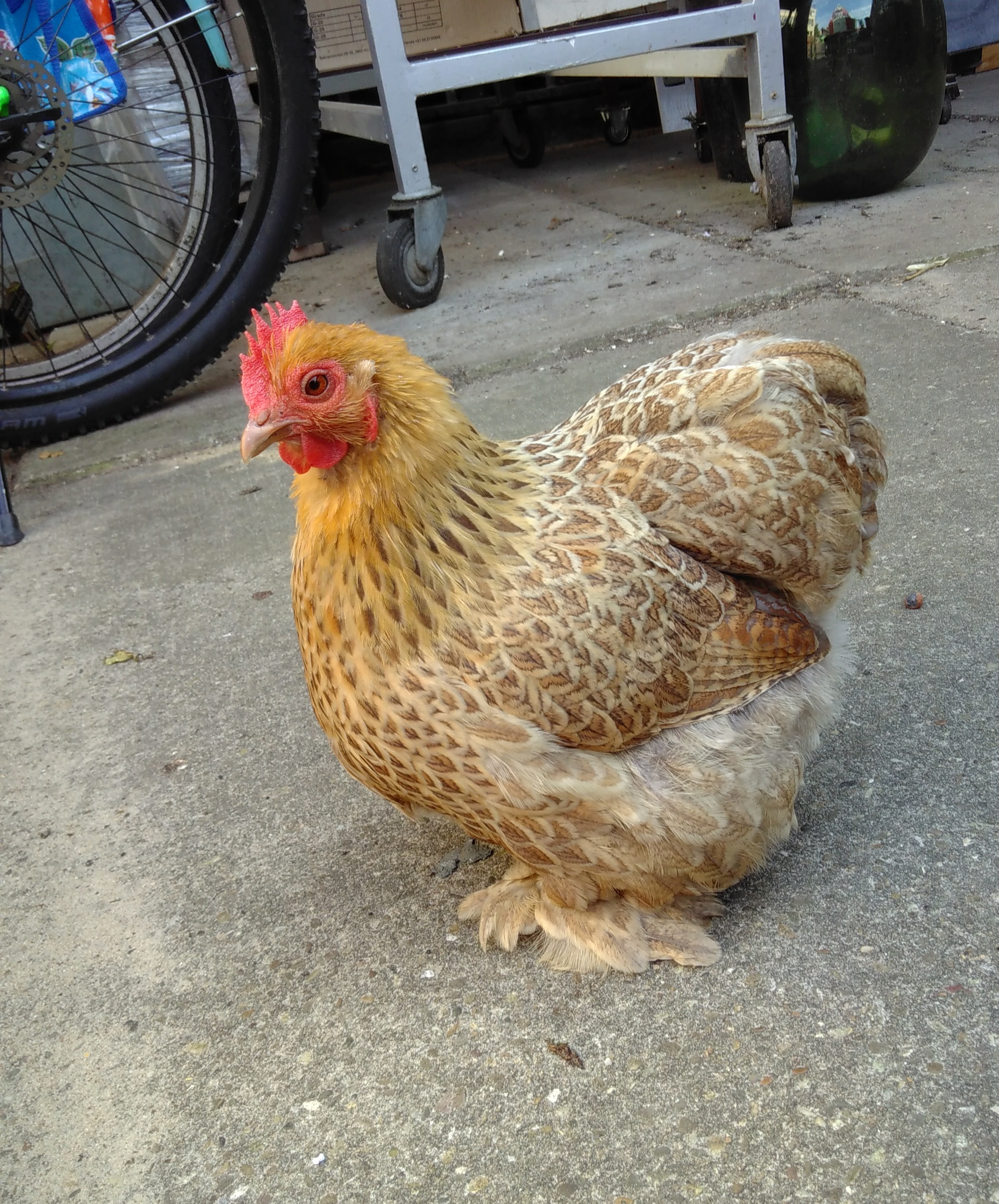
Cochin-hen

De cochin is een van de grootste en zwaarste rassen. De groothoen-hennen worden ongeveer 3500-4000 gram, hanen 4000-5000 gram. Bij de krielvariant wegen de hanen rond de kilo, hennen iets minder. De dieren hebben veel ronde vormen en zijn breed gebouwd. Opvallend is de grote hoeveelheid veren. Ook de poten zijn volledig bevederd. Cochins hebben een extra teentje. De grote variant van dit ras is in Nederland erkend in de kleuren zwart, blauw, wit, buff, zwart-witgepareld, koekoek en meerzomig patrijs, maar er bestaan meer kleuren zoals geelkoekoek. De krielen zijn er in veel meer kleuren (minstens 15 kleuren meer dan bij het groothoen). Bij zowel de krielen als het groothoen komt krulveer voor.
Cochins zijn rustige kippen die nauwelijks vliegen. Mede daardoor zijn ze populaire hobbykippen. De eierproductie ligt rond 170 eieren per jaar.
De cochin legt in verhouding tot haar lichaamsgewicht kleine eieren. Door de zeer sterke broedlust is het aantal eieren niet groot. Wel zijn de cochins goede winterlegsters. Ze zijn al broeds in februari of maart en broeden twee-, drie- tot viermaal achter elkaar.
De cochinkriel is geen kleinere variant van de grote cochin. De cochin en cochinkriel moeten gezien worden als twee aparte rassen. Dit komt omdat beide enkele essentiële verschillen hebben in hun oorsprong en historie.
Aquitaine · Bourbonnaise · Brahma · Buckeye · Cochin · Dorking ·  Langshan (Australisch type) ·  Langshan (Duits type) · Langshan (Modern type) · Indische vechter · Jersey Giant · Marans · Mechelse koekoek · Nederrijns hoen · Noord-Hollands hoen · Prat · Wyandotte